# Scymnus ater
Scymnus ater är en skalbaggsart som beskrevs av Johann Gottlieb Kugelann 1794. Den ingår i släktet Scymnus och familjen nyckelpigor.

## Beskrivning
En platt, helsvart nyckelpiga med gles behåring som, till skillnad från övriga arter i släktet, är rak, inte virvlad. En mycket liten nyckelpiga med en kroppslängd på 1 till 1,5 mm.

## Utbredning
Arten förekommer i Centraleuropa från Nordsjökusten till nordligaste Italien samt vidare österut via Vitryssland och Ukraina till europeiska Ryssland.
Scymnus ater har av svenska forskare tidigare ansetts vara reproducerande i Sverige, men som Hans-Erik Wanntorp har visat beror det på en förväxling med Scymnus limbatus, och Artdatabanken anger numera att den saknas i Sverige (i rödlistorna från 2000 och 2005 klassificerades den däremot som livskraftig, "LC"). Även i Finland saknas arten.

## Ekologi
Habitatet utgörs framför allt av lövskog (i synnerhet med ekar, men även vide, hassel, lindar och fruktträd), i mindre utsträckning blandskog, där arten bland annat kan ses på gran. Den förekommer gärna nära vattensamlingar, bland detritus, vissna löv och på svampar. Födan utgörs av sköldlöss och bladlöss.